# Записные книжки Агаты Кристи

Обложка первого издания книги Джона Каррана «Секретный архив Агаты Кристи: полвека творческих тайн»

Записные книжки Агаты Кристи (англ. Agatha Christie's Notebooks) — рабочие материалы английской писательницы Агаты Кристи, которые она использовала при создании своих произведений. Черновики являются важным источником в отношении создания и эволюции замысла произведений «королевы детектива».  

## История
О существовании материалов было известно из упоминаний в «Автобиографии» Кристи, а также в некоторых биографиях писательницы. Её дочь Розалинда Хикс упорядочила заметки после смерти матери и именно она установила нумерацию 73-х черновиков, которая, следует отметить, является произвольной и не придерживается хронологического принципа. Большинство записных книжек представляет собой ученические тетради Агаты и её дочери. Записки составлены крайне прихотливо и не систематично, видимо, они в первую очередь предназначались для занесения удачных идей, сюжетных ходов, а также служили в качестве напоминаний. 
Их изучением при помощи внука Кристи, Мэтью Причарда, занялся ирландский исследователь и специалист по её творчеству Джон Карран. Он написал две книги на эту тему, расшифровав почерк и прокомментировав творческую эволюцию произведений, наброски которых содержались в сохранившихся тетрадях. В 2009 году была издана его работа «Секретный архив Агаты Кристи: полвека творческих тайн» (Agatha Christie's Secret Notebooks: Fifty Years of Mysteries in the Making), где в приложении было помещено два ранее не публиковавшихся произведения Кристи о расследованиях Эркюля Пуаро: рассказ «Случай с мячиком для собаки» (The Incident of the Dog's Ball), на котором основан роман «Немой свидетель» (1937) и оригинальная версия рассказа «Укрощение Цербера» (The Capture of Cerberus), не вошедшая в сборник «Подвиги Геракла» (1947). Во втором содержалась — ранее не публиковавшаяся оригинальная версия рассказа про мисс Марпл — «Дело смотрительницы» (1950).  
В «Автобиографии» Кристи с присущей ей самоиронией писала, что обычно разрабатывает книгу в деталях, с особой тщательностью относясь к ключевой идее будущего произведения: все эти сведения она записывает в одну из своих тетрадей, которую часто теряет. Она также, упоминала о том, что чаще всего у неё таких тетрадей около «полудюжины». Туда она заносит различные заметки и заинтересовавшие её факты о ядах, преступлениях и т. д., часто почерпнутые из газет. Писательница сожалела о том, что эти черновики она не может систематизировать, но уж такой у неё склад характера. Иногда она обращается к старым записям и при этом не может вспомнить какую именно идею имела в виду, но это способствует, если не разработке замысла, то по крайней мере стимулирует её создать что-нибудь ещё.  
К записным книжкам обращались и другие биографы «королевы детектива»: Джанет Морган, Доротея Холмс, Лора Томпсон. Последняя, сама писательница, характеризовала их следующим образом: 
Она на ходу записывала пришедшие в голову мысли между списками покупок или очков, набранных в бридже, на страничках ежедневников («Обед у Мортона, в 8 час.»). Соображения, касающиеся «Карибской тайны», прерываются записью: «Питер Джонс — чайник, столовые приборы, две сковороды». Прежде чем набросать сюжет «Занавеса», она написала такие строчки о Питере: «Тебя больше нет с нами, и дни проходят скучнее, мой обожаемый пёс и дорогой друг». «Купить купоны на бензин», — напоминает она себе, перед тем как снова окунуться в прерванную главу «Сверкающего цианида».
Морган подчёркивала неослабевающие способности Кристи в области создания сюжетов, её изобретательное воображение, но при этом среди записанных её идей практически ничего не пропадало, даже в том случае, если они не были использованы сразу. Так, она могла вернуться к одному из вариантов спустя десятилетия и в совершенно другой книге, чем это задумывалось первоначально. В тетрадях содержатся не только записанные Кристи наброски и планы, но и вложенные в них материалы, необходимые ей в работе: письма, вырезки, напоминания, информация о лекарствах и ядах и т. д.